# Kate Doughty
Kate Doughty (nascida em 13 de agosto de 1983) é uma paratriatleta australiana que conquistou a medalha de bronze na categoria PT4 do mundial de 2015, em Chicago, nos Estados Unidos. Uma versão adaptada do triatlo para atletas com deficiência física, paratriatlo, fez a estreia na Paralimpíada do Rio de Janeiro, em 2016, e Doughty foi um dos atletas australianos que competiram na modalidade durante os Jogos.